# Fuente de Neptuno (Nápoles)

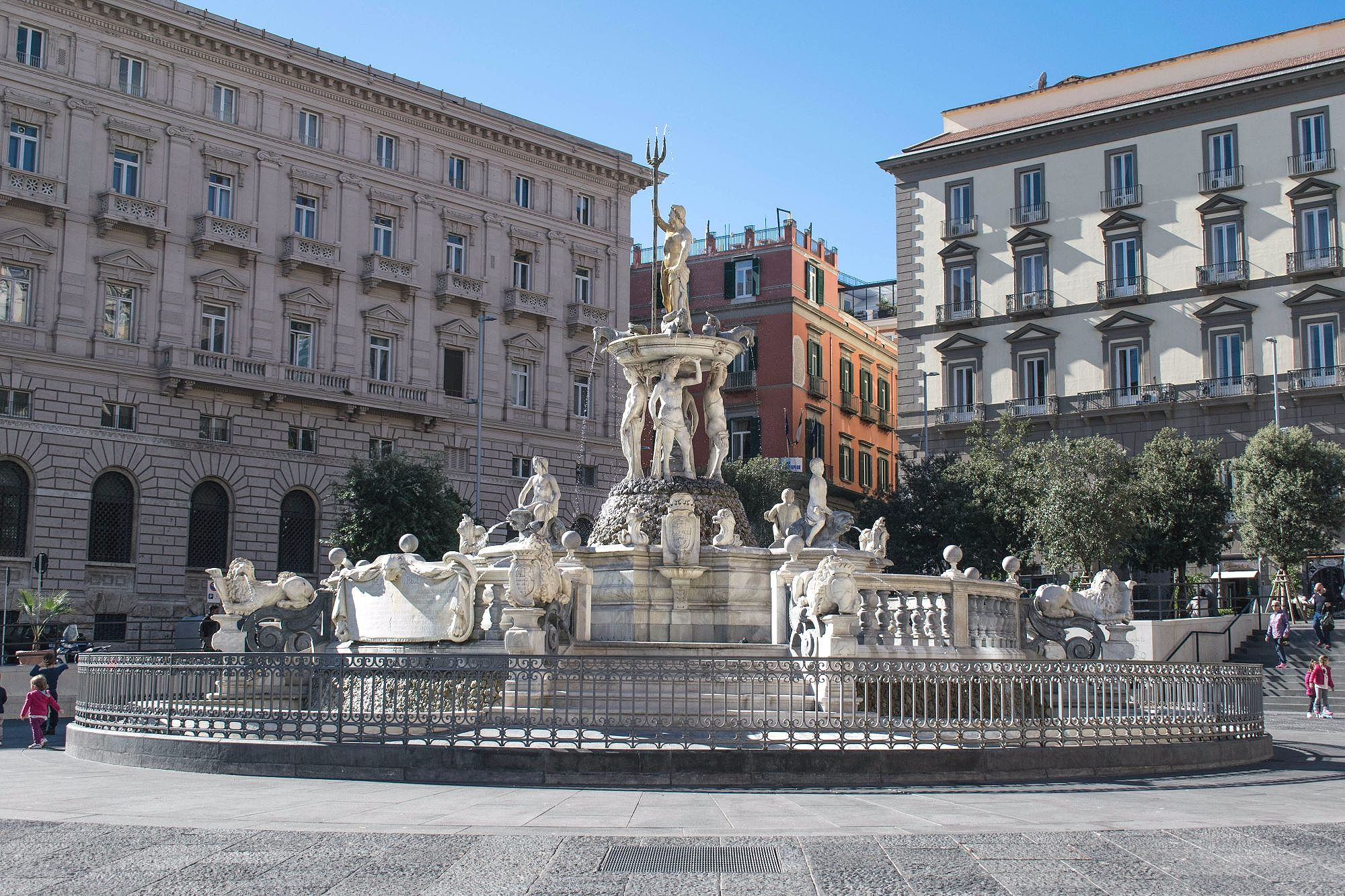
La Fuente de Neptuno.

La Fuente de Neptuno (en italiano, Fontana del Nettuno) es una fuente monumental de la ciudad de Nápoles. Se encuentra en Plaza del Municipio.

## Historia
Su construcción se remonta al período del virreinato español de Enrique de Guzmán, conde de Olivares, aunque fue efectivamente realizada en 1600 y 1601, durante el vicerreinado del conde de Lemos. La fuente fue realizada por Giovanni Domenico D'Auria sobre diseño de Domenico Fontana; en la realización participaron también Michelangelo Naccherino y Pietro Bernini, y sucesivamente Cosimo Fanzago.

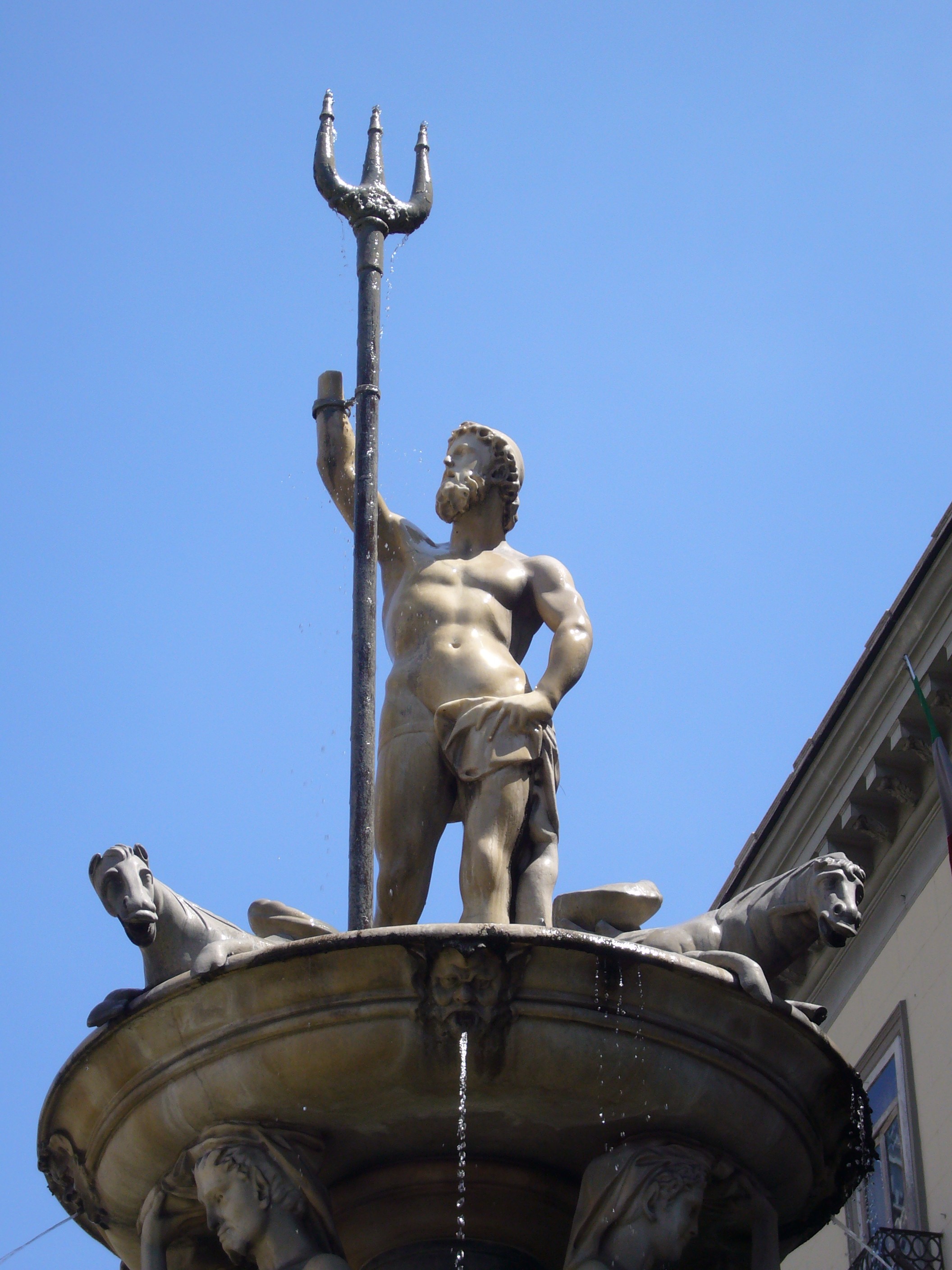
Detalle de Neptuno.

Fue construida cerca del Arsenal del puerto, donde estuvo ubicada inicialmente. En 1629 fue transportada al Largo di Palazzo (la actual Plaza del Plebiscito), cerca del Palacio Real; sin embargo, ya que era un obstáculo para las fiestas que ahí se celebraban, fue trasladada al Borgo Santa Lucia, cerca del Castel dell'Ovo, donde fue enriquecida por las esculturas de Fanzago. En 1638 cambió otra vez de colocación para ser llevada en Largo delle Corregge, hoy Vía Medina. Mutilada al tiempo de la revuelta de Masaniello (1647) y saqueada por el virrey Pedro Antonio de Aragón (1672), fue objeto de restauración en 1675 y de un nuevo desplazamiento al Muelle Grande.
Después de unos dos siglos (1886), antes de las grandes obras de demolición planteadas por el Risanamento, la fuente fue removida de este lugar para reaparecer en 1889 en la plaza de la Bolsa (la actual plaza Giovanni Bovio), donde quedó hasta 2000, cuando fue llevada otra vez a Vía Medina para permitir las obras del metro, después de una esmerada restauración. En 2015 fue restaurada y colocada en Plaza del Municipio, frente a Palazzo San Giacomo, sede del Ayuntamiento napolitano.

## Descripción
De forma circular, la fuente está rodeada por una balaustrada con cuatro graderías diametralmente opuestas, adornados con zarcillos calados con cuatro leones de los que brota el agua, llevando entre las zarpas el escudo de la ciudad y de los duques de Medina y de Carafa, modificados y ampliados por Cosimo Fanzago.
Dos monstruos marinos vierten el agua en la bañera central, adornada con delfines y tritones que también emiten agua: una composición debida a la mano de Pietro Bernini.
En el centro de la fuente, en una roca, dos ninfas y dos sátiros sostienen en la cabeza una copa donde destaca una estatua de Neptuno con tridente, obra de Michelangelo Naccherino, de la cual mana el agua.

## Cronología de los traslados
- 1601: Arsenal del puerto.
- 1628: Largo di Palazzo (Plaza del Plebiscito).
- 1634: Via Santa Lucía (cerca del baluarte de Alcalá).
- 1639: Vía Medina (primero cerca de la Iglesia de San Diego all'Ospedaletto, luego delante del Palacio Sirignano).
- 1889: Plaza de la Bolsa (Plaza Giovanni Bovio).
- 2001: Vía Medina (cerca del Palacio Fondi).
- 2015: Plaza Municipio (delante del Palazzo San Giacomo).

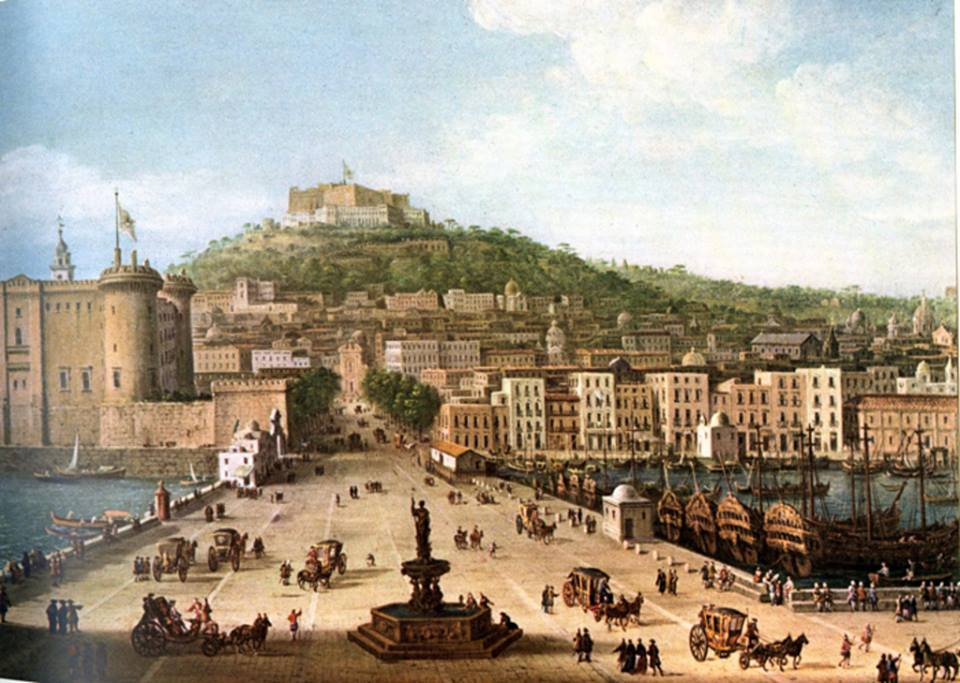
La fuente colocada en el puerto, en una pintura del siglo XVIII.
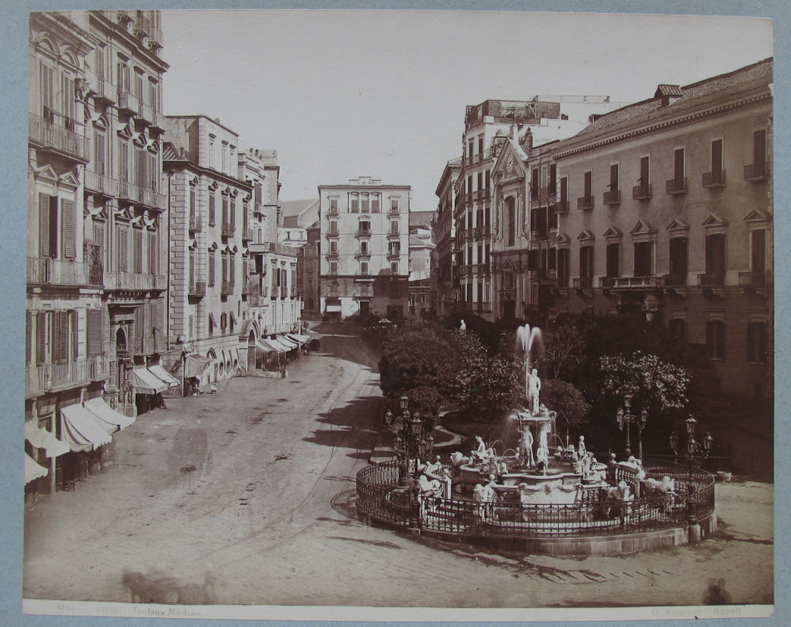
La fuente colocada al inicio de via Medina, antes de 1886. Foto de Giorgio Sommer
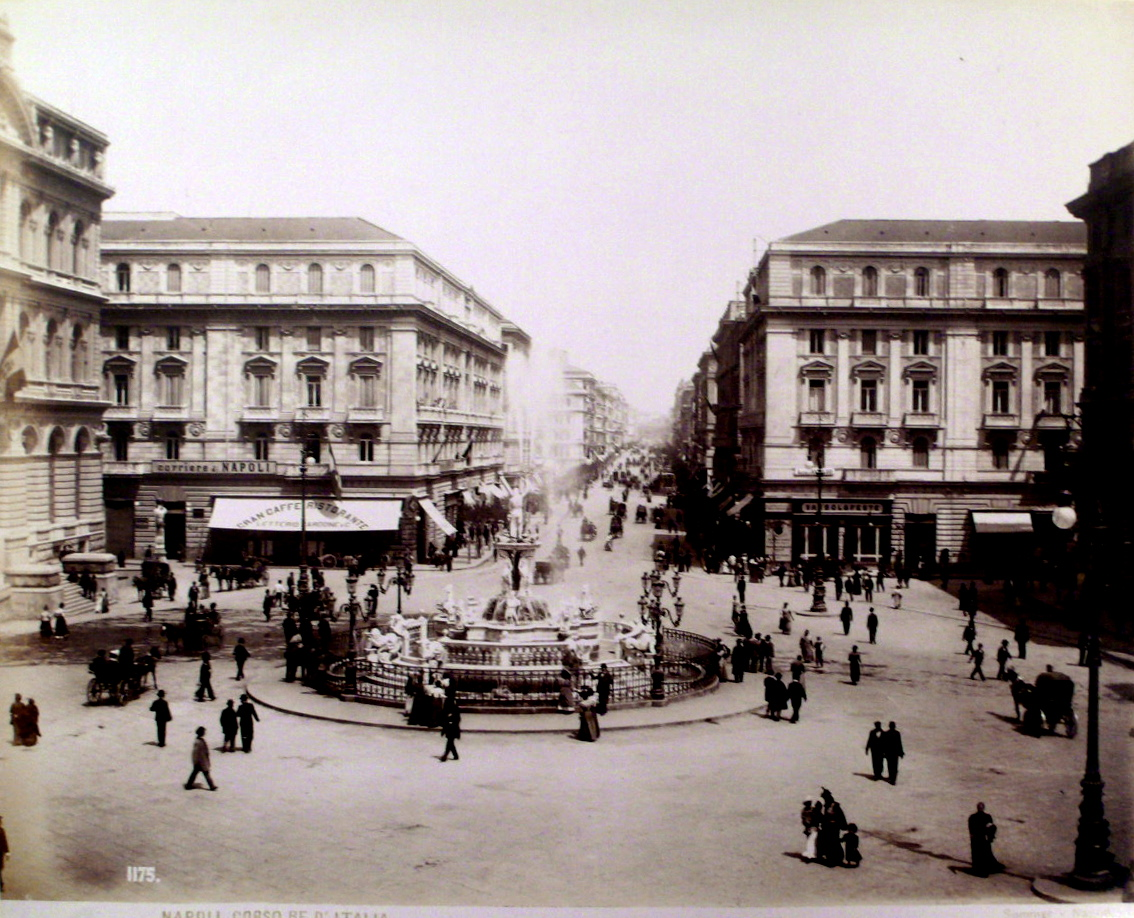
La fuente en el centro de la plaza Bovio, después de 1898. Foto de Giorgio Sommer.
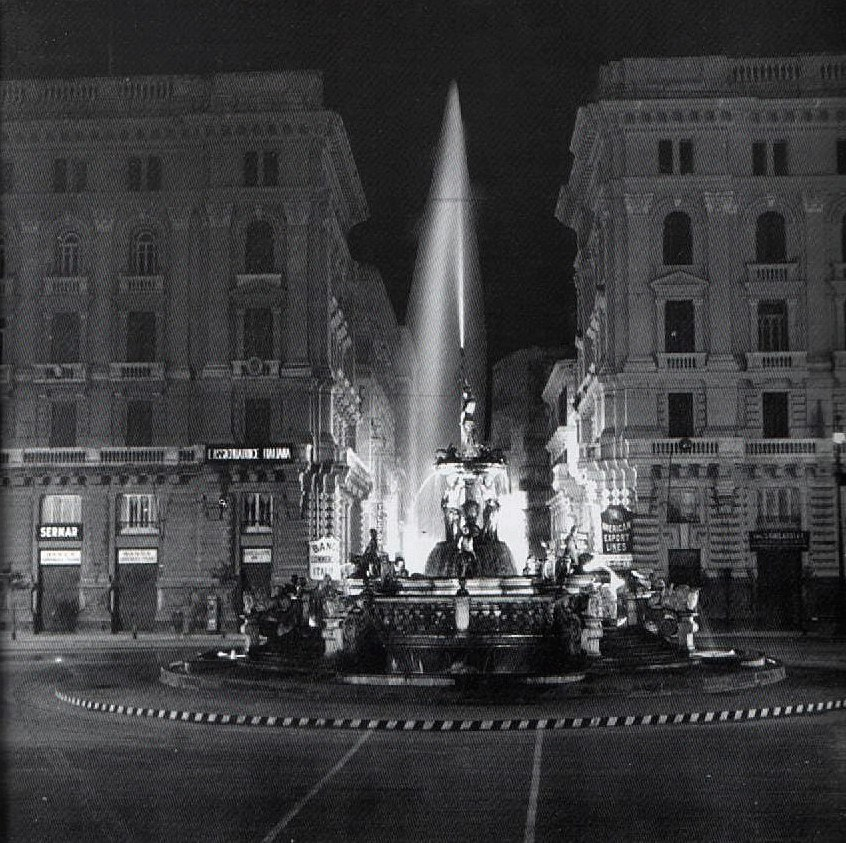
En la plaza Bovio, años 1930s.
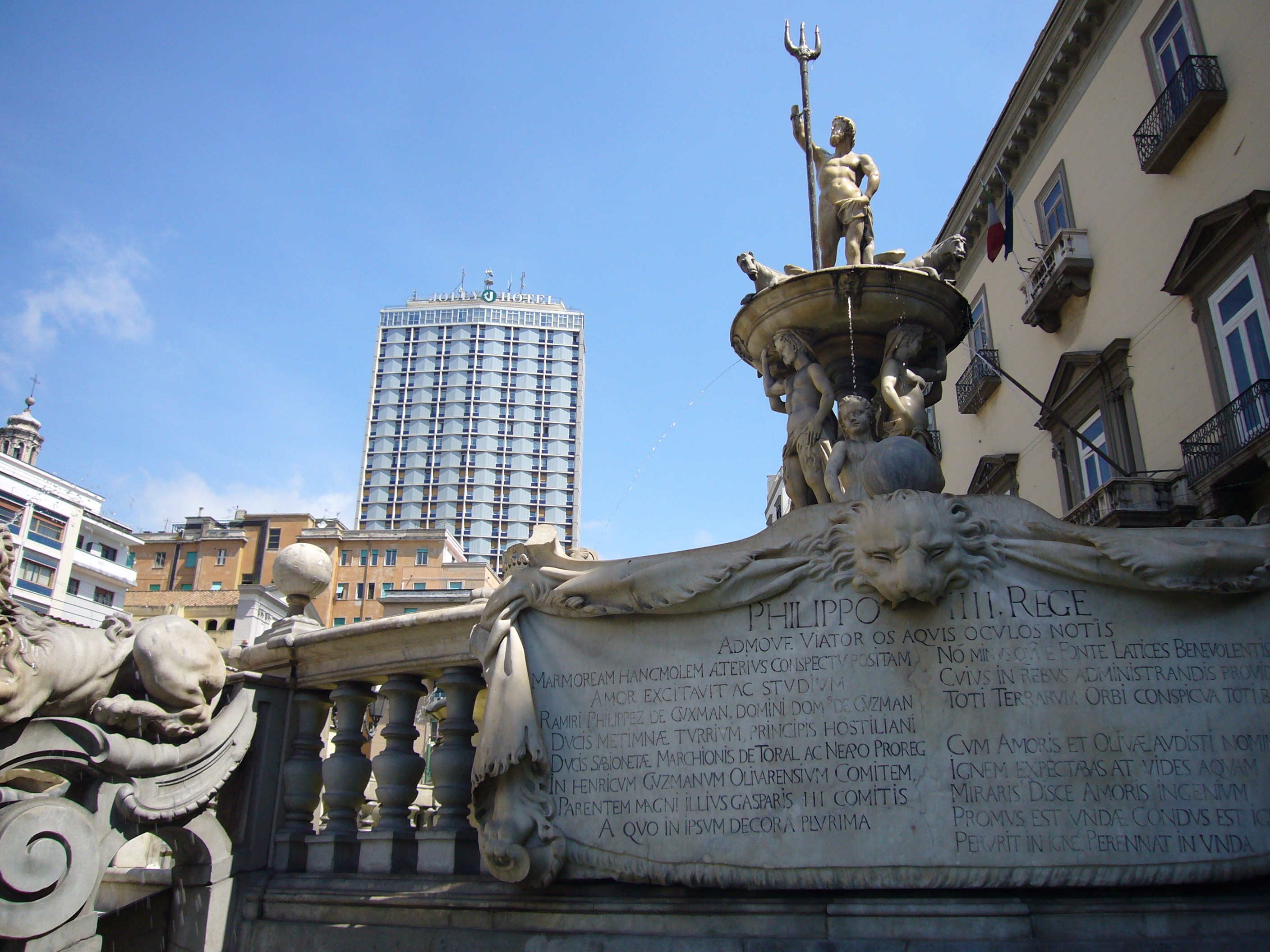
Detalle de la fuente colocada en via Medina, donde destacan la placa, el Neptuno y el Hotel Ambassador al fondo, año 2007.